# Suhadole (gmina Komenda)
Suhadole – wieś w Słowenii, w gminie Komenda. W 2018 roku liczyła 834 mieszkańców.